# Olympische Sommerspiele 1960/Teilnehmer (Belgien)
| Gelbes Symbol für Goldmedaillen mit stilisierten Olympischen Ringen | Graues Symbol für Silbermedaillen mit stilisierten Olympischen Ringen | Braundes Symbol für Bronzemedaillen mit stilisierten Olympischen Ringen |
| ------------------------------------------------------------------- | --------------------------------------------------------------------- | ----------------------------------------------------------------------- |
| —                                                                   | 2                                                                     | 2                                                                       |

Belgien nahm an den Olympischen Sommerspielen 1960 in Rom mit einer Delegation von 101 Athleten (93 Männer und acht Frauen) an 64 Wettkämpfen in sechzehn Sportarten teil. Fahnenträger bei der Eröffnungsfeier war der Segler André Nelis.

## Teilnehmer nach Sportarten

### Boxen
- Yvon Becaus
- Jo Horny
- Émile Saerens
- Willy Venneman

### Fechten
| Männer - Roger Achten - Gustave Balister - Jacques Debeur - François Dehez - Franck Delhem - Pierre Francisse - François Heywaert - Roger Petit - José Van Baelen - René Van Den Driessche - Marcel Van Der Auwera - André Verhalle | Frauen - Jacqueline Appart - Marie Melchers - Claudine Wallet |

### Gewichtheben
- Willy Claes
- Clément Haeyen

### Hockey
- 11. Platz
- Yves Bernaert
- André Carbonnelle
- Eddy Carbonnelle
- Guy Debbaudt
- Pierre Delbecque
- Jean Dubois
- Roger Goossens
- Guy Huyghens
- Franz Lorette
- Robert Lycke
- Jean-Pierre Marionex
- André Muschs
- Michel Muschs
- Jacques Rémy
- Freddy Rens
- Jean-Louis Roersch
- Jacques Vanderstappen

### Kanu
- Robert De Waele
- Yvan Decock
- Germain Van De Moere
- Rik Verbrugghe

### Leichtathletik
- Eugène Allonsius
- Jean-Pierre Barra
- Lodewijk De Clerck
- Jos Lambrechts
- Marcel Lambrechts
- Hedwig Leenaert
- Leo Mariën
- Roger Moens
Silber  800 m
- Romain Poté
- Gaston Roelants
- Raymond Van Dijck
- Aurèle Vandendriessche

### Moderner Fünfkampf
- Arsène Pint

### Radsport
- Benoni Beheyt
- Yvan Covent
- Romain De Loof
- Gilbert De Rieck
- Joseph Geurts
- Barthélemy Gillard
- Jean Govaerts
- Robert Lelangue
- Frans Melckebeke
- Willy Monty
- Charles Rabaey
- Leo Sterckx
Silber  Sprint
- Willy Vanden Berghen
Bronze  Straßenrennen

### Reiten
- Georges Hernalsteens
- Brigitte Schockaert

### Ringen
- Jef Mewis
- Maurice Mewis
- Albert Michiels
- Karel Oomen
- Aimé Verhoeven

### Rudern
- Roland Bollenberg
- Gérard Higny
- Jean-Marie Lemaire
- Edgard Luca
- Étienne Pollet

### Schießen
- François Lafortune junior
- François Lafortune senior
- Marcel Lafortune

### Schwimmen
| Männer - Gilbert Desmit - Herman Verbauwen | Frauen - Anne Van Parijs |

### Segeln
- Jacques De Brouwere
- André Maes
- André Nelis
Bronze  Finn-Dinghy

### Turnen
| Männer - Léopold Desmet - René Marteaux | Frauen - Godelieve Brys - Veronica Grymonprez - Rita Van De Velde |

### Wasserball
- Vorrunde
- Jacques Caufrier
- Bruno De Hesselle
- Karel De Vis
- Roger De Wilde
- Nicolas Dumont
- Léon Pickers
- Jozef Smits